# ムッソリーニ内閣
ムッソリーニ内閣は、統一後のイタリアにおいて1922年10月31日から1943年7月25日までの計7572日間（20年8ヶ月25日）にわたり国を統治した最長の政権である。
この内閣は1924年7月1日まではファシスト党・人民党・自由党・社会民主党・ナショナリスト協会による連立内閣であったが、マッテオッティ暗殺事件を機にファシスト党による一党独裁体制となり、1943年7月25日のグランディ決議の可決によって崩壊した。

## 発足時のムッソリーニ内閣

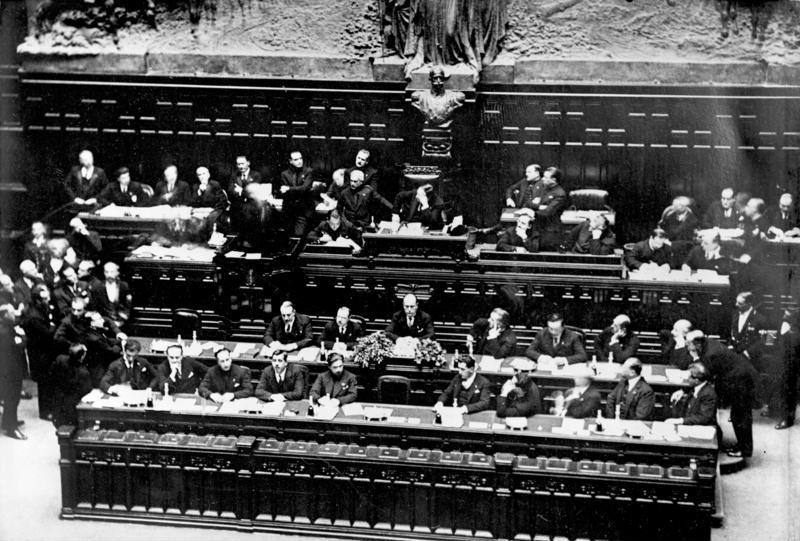
1930年の議会におけるムッソリーニ内閣

1922年の組閣時、ムッソリーニ内閣は以下の党派によって構成されていた。
- ファシスト党（4人）

・ベニート・ムッソリーニ

・アルベルト・デ・ステーファニ

・ジョヴァンニ・ジュリアーティ

・アルド・オヴィーリョ
- 人民党（2人）

・ステファノ・カヴァッツォーニ

・ヴィンツェンツォ・タンゴッラ
- 社会民主党（2人）

・ガブリエッロ・カルナッツァ

・チェザロ公爵ジョヴァンニ・アントニオ・コロンナ
- 自由党サランドラ派：

・ジュセッペ・デ・カピターニ・ダルツァーゴ
- 自由党ジョリッティ派：

・テオフィロ・ロッシ

・オルソ・コルビーノ（1923年8月1日より）
- イタリア・ナショナリスト協会（後ファシスト党に合流）：

・ルイージ・フェデルツォーニ
- 軍人（2人）：

・アルマンド・ディアズ

・マーレ公爵パオロ・タオン・ディ・レヴェル
- 無所属（後ファシスト党へ入党）：

・ジョヴァンニ・ジェンティーレ

## ムッソリーニ内閣歴代閣僚
| 職名                     | 氏名                                     | 氏名 | 出身等                   | その他の役職                                                             | 在任期間                                        |
| ------------------------ | ---------------------------------------- | ---- | ------------------------ | ------------------------------------------------------------------------ | ----------------------------------------------- |
| 閣僚評議会議長           | ベニート・ムッソリーニ                   |      | ファシスト党             | 元帥首席 ファシスト党統領                                                | 1922年10月31日 - 1943年7月25日                  |
| 外務大臣                 | ベニート・ムッソリーニ                   |      | ファシスト党             | 閣僚評議会議長、 元帥首席、 ファシスト党統領 内務大臣(1924年6月17日まで) | 1922年10月31日 - 1929年9月12日                  |
| 外務大臣                 | ディーノ・グランディ                     |      | ファシスト党             |                                                                          | 1929年9月12日 - 1932年7月20日（更迭）           |
| 外務大臣                 | ベニート・ムッソリーニ                   |      | ファシスト党             | 閣僚評議会議長 元帥首席 ファシスト党統領                                 | 1932年7月20日 - 1936年6月11日                   |
| 外務大臣                 | ガレアッツォ・チャーノ                   |      | ファシスト党             |                                                                          | 1936年6月11日 - 1943年2月6日                    |
| 外務大臣                 | ベニート・ムッソリーニ                   |      | ファシスト党             | 閣僚評議会議長 元帥首席 ファシスト党統領                                 | 1943年2月6日 - 1943年7月25日                    |
| 内務大臣                 | ベニート・ムッソリーニ                   |      | ファシスト党             | 閣僚評議会議長 元帥首席 ファシスト党統領                                 | 1922年10月31日 - 1924年6月17日                  |
| 内務大臣                 | ルイージ・フェデルツォーニ               |      | ファシスト党             |                                                                          | 1924年6月17日 - 1926年11月6日                   |
| 内務大臣                 | ベニート・ムッソリーニ                   |      | ファシスト党             | 閣僚評議会議長 元帥首席 ファシスト党統領                                 | 1926年11月6日 - 1943年7月25日                   |
| 大蔵大臣                 | アルベルト・デ・ステーファニ             |      | ファシスト党             | 財務大臣                                                                 | 1922年10月31日 - 1925年7月10日                  |
| 大蔵大臣                 | ジュゼッペ・ヴォルピ                     |      | ファシスト党             |                                                                          | 1925年7月10日 - 1928年7月9日                    |
| 大蔵大臣                 | アントニオ・モスコーニ                   |      | ファシスト党             |                                                                          | 1928年7月9日 - 1932年7月20日                    |
| 大蔵大臣                 | グイド・ユング                           |      | ファシスト党             | ファシスト党顧問                                                         | 1932年7月20日 - 1935年6月17日                   |
| 大蔵大臣                 | パオロ・タオン・ディ・レヴェル           |      | ファシスト党             |                                                                          | 1935年6月17日 - 1943年2月6日                    |
| 大蔵大臣                 | ジャコモ・アチェルボ                     |      | ファシスト党             |                                                                          | 1943年2月6日 - 1943年7月25日                    |
| 財務大臣                 | ヴィンツェンツォ・タンゴッラ             |      | 人民党                   |                                                                          | 1922年10月31日 - 1922年12月21日（在任中に死去） |
| 財務大臣                 | アルベルト・デ・ステーファニ             |      | ファシスト党             | 大蔵大臣                                                                 | 1922年12月21日 - 1922年12月31日                 |
| （財務省廃止）           |                                          |      |                          |                                                                          |                                                 |
| 法務・宗教大臣           | アルド・オヴィーリョ                     |      | ファシスト党             |                                                                          | 1922年10月31日 - 1925年1月5日                   |
| 法務・宗教大臣           | アルフレード・ロッコ                     |      | ファシスト党             |                                                                          | 1925年1月5日 - 1932年7月19日                    |
| （法務・宗教省廃止）     |                                          |      |                          |                                                                          |                                                 |
| 法務大臣                 | ピエトロ・デ・フランチーシ               |      | ファシスト党             |                                                                          | 1932年7月20日 - 1935年1月24日                   |
| 法務大臣                 | アッリーゴ・ソルミ                       |      | ファシスト党             |                                                                          | 1935年1月24日 - 1939年7月12日                   |
| 法務大臣                 | ディーノ・グランディ                     |      | ファシスト党             |                                                                          | 1939年7月12日 - 1943年2月6日                    |
| 法務大臣                 | アルフレード・デ・マルシコ               |      | ファシスト党             |                                                                          | 1943年2月6日 - 1943年7月25日                    |
| 戦争大臣                 | アルマンド・ディアズ                     |      | 軍隊（陸軍元帥）         |                                                                          | 1922年10月31日 - 1924年4月30日                  |
| 戦争大臣                 | アントニーノ・ディ・ジョルジョ           |      | ファシスト党             |                                                                          | 1924年4月30日 – 1925年4月4日                    |
| 戦争大臣                 | ベニート・ムッソリーニ                   |      | ファシスト党             | 閣僚評議会議長 元帥首席 ファシスト党統領                                 | 1925年4月4日 – 1929年9月12日                    |
| 戦争大臣                 | ピエトロ・ガッゼラ                       |      | ファシスト党             |                                                                          | 1929年9月12日 - 1933年7月22日                   |
| 戦争大臣                 | ベニート・ムッソリーニ                   |      | ファシスト党             | 閣僚評議会議長 元帥首席 ファシスト党統領                                 | 1933年7月22日 - 1943年7月25日                   |
| 海軍大臣                 | マーレ公爵パオロ・タオン・ディ・レヴェル |      | 軍隊（海軍大将）         |                                                                          | 1922年10月31日 - 1925年5月8日                   |
| 海軍大臣                 | ベニート・ムッソリーニ                   |      | ファシスト党             | 閣僚評議会議長 元帥首席 ファシスト党統領                                 | 1925年5月8日 - 1929年9月12日                    |
| 海軍大臣                 | ジュゼッペ・シリアンニ                   |      | ファシスト党             |                                                                          | 1929年9月12日 – 1933年11月6日                   |
| 海軍大臣                 | ベニート・ムッソリーニ                   |      | ファシスト党             | 閣僚評議会議長 元帥首席 ファシスト党統領                                 | 1933年11月6日 - 1943年7月25日                   |
| 空軍大臣                 | ベニート・ムッソリーニ                   |      | ファシスト党             | 閣僚評議会議長 元帥首席 ファシスト党統領                                 | 1925年8月30日 - 1929年9月12日                   |
| 空軍大臣                 | イタロ・バルボ                           |      | ファシスト党             |                                                                          | 1929年9月12日 – 1933年11月6日                   |
| 空軍大臣                 | ベニート・ムッソリーニ                   |      | ファシスト党             | 閣僚評議会議長 元帥首席 ファシスト党統領                                 | 1933年11月6日 - 1943年7月25日                   |
| 経済大臣                 | オルソ・コルビーノ                       |      | 自由党（ジョリッティ派） |                                                                          | 1923年7月5日 - 1924年7月1日                     |
| 経済大臣                 | チェーザレ・ナーヴァ                     |      | ファシスト党             |                                                                          | 1924年7月1日 - 1925年7月10日                    |
| 経済大臣                 | ジュゼッペ・ベッルッツォ                 |      | ファシスト党             |                                                                          | 1924年7月10日 - 1928年7月9日                    |
| 経済大臣                 | アレッサンドロ・マルテッリ               |      | ファシスト党             |                                                                          | 1928年7月9日 - 1929年9月12日                    |
| （国家経済省廃止）       |                                          |      |                          |                                                                          |                                                 |
| 公共事業大臣             | ガブリエッロ・カルナッツァ               |      | 社会民主党               |                                                                          | 1922年10月31日 - 1924年7月1日                   |
| 公共事業大臣             | ジーノ・サッロッキ                       |      | ファシスト党             |                                                                          | 1924年7月1日 - 1925年1月5日                     |
| 公共事業大臣             | ジョヴァンニ・ジュリアーティ             |      | ファシスト党             |                                                                          | 1925年1月5日 - 1929年4月30日                    |
| 公共事業大臣             | ベニート・ムッソリーニ                   |      | ファシスト党             | 閣僚評議会議長 元帥首席 ファシスト党統領                                 | 1929年4月30日 – 1929年9月12日                   |
| 公共事業大臣             | ミケーレ・ビアンキ                       |      | ファシスト党             |                                                                          | 1929年9月12日 – 1930年2月3日                    |
| 公共事業大臣             | アラルド・ディ・クロラランツァ           |      | ファシスト党             |                                                                          | 1930年2月13日 - 1935年1月24日                   |
| 公共事業大臣             | ルイージ・ラッツァ                       |      | ファシスト党             |                                                                          | 1935年1月24日 – 1935年8月7日                    |
| 公共事業大臣             | ジュゼッペ・コボッリ・ジッリ             |      | ファシスト党             |                                                                          | 1935年9月5日 - 1939年10月31日                   |
| 公共事業大臣             | アデルキ・セレーナ                       |      | ファシスト党             |                                                                          | 1939年10月31日 - 1940年10月30日                 |
| 公共事業大臣             | ジュゼッペ・ゴルラ                       |      | ファシスト党             |                                                                          | 1940年10月30日 - 1943年2月6日                   |
| 公共事業大臣             | ゼノーネ・ベニーニ                       |      | ファシスト党             |                                                                          | 1943年2月6日 - 1943年7月25日                    |
| 労働・社会保障大臣       | ステファノ・カヴァッツォーニ             |      | 人民党                   |                                                                          | 1922年10月31日 - 1923年4月26日                  |
| （労働・社会保障省廃止） |                                          |      |                          |                                                                          |                                                 |